# Trennewurth
Trennewurth ist eine Gemeinde im Kreis Dithmarschen in Schleswig-Holstein.

## Geologie

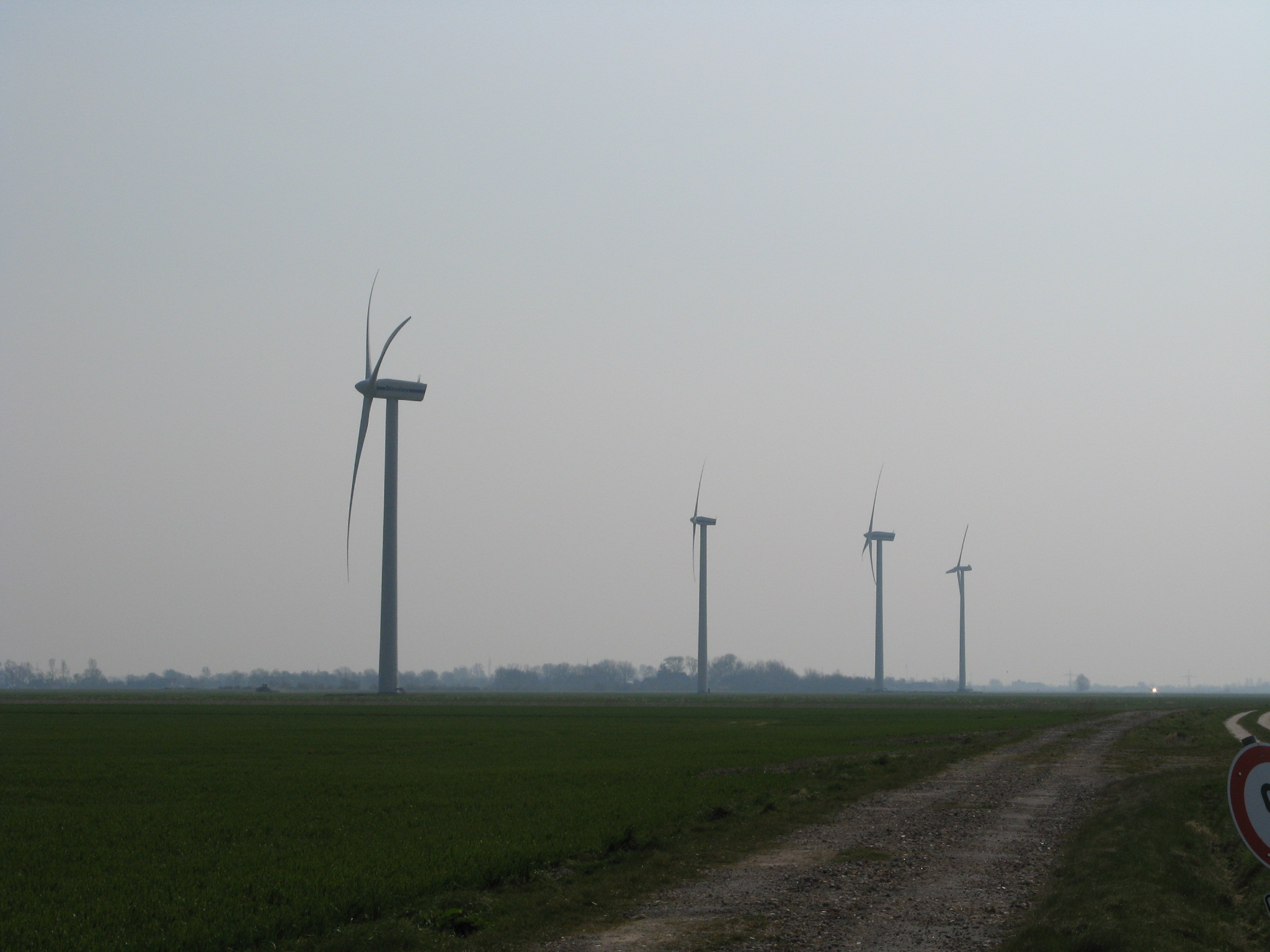
Windräder in Trennewurth

Trennewurth liegt in der Dithmarscher Südermarsch. Südöstlich der Wurt finden sich zwei Wehle, die bei Deichbrüchen im Mittelalter entstanden.

## Gemeindegliederung
Die Gemeinde gliedert sich in Trennewurth, Trennewurtheraltendeich, Trennewurtherneuendeich und Trennewurtherkrooge. Sie liegt ungefähr auf halber Strecke zwischen Marne und Meldorf. Die Bundesstraße 5 führt durch die Gemeinde.

## Geschichte
Der Name leitet sich von der alten Wurt her, auf der das Dorfzentrum der Marschgemeinde liegt. Nach Untersuchungen mit der Radiokohlenstoffmethode stammt der älteste Teil der Wurt etwa aus den Jahren 200 v. Chr. bis 55 n. Chr. Zur Zeit der Völkerwanderung wurde sie wahrscheinlich wieder aufgegeben. Neue Besiedlungsspuren finden sich erst wieder aus dem Mittelalter. Da der Küstenstand höher als in der Frühzeit war, musste die ursprünglich vor allem aus Mist errichtete Wurt mit Klei erhöht werden.
Am 1. April 1934 wurde die Kirchspielslandgemeinde Marne aufgelöst. Alle ihre Dorfschaften, Dorfgemeinden und Bauerschaften wurden zu selbständigen Gemeinden/Landgemeinden, so auch Trennewurth-Trennewurtherdeich.
Am 1. März 1971 wurde der Name der Gemeinde Trennewurth-Trennewurtherdeich, mit 29 Buchstaben damals einer der längsten Gemeindenamen Deutschlands, amtlich in Trennewurth geändert.

## Politik

### Gemeindevertretung
Bei der Kommunalwahl am 14. Mai 2023 wurden insgesamt neun Sitze vergeben. Diese fielen erneut alle an die Kommunale-Wähler-Vereinigung Trennewurth. Die Wahlbeteiligung betrug 55,6 %.

## Töchter und Söhne des Ortes
- Peter Jacob Johannssen (1858–1941), deutscher Agrarwissenschaftler, Lehrer an verschiedenen landwirtschaftlichen Schulen, Generalsekretär der Königlichen Landwirtschaftsgesellschaft in Hannover, Direktor der Landwirtschaftskammer Hannover sowie Landesökonomierat[6]